# 猛鬼通宵陪住你
《猛鬼通宵陪住你》，是1997年上映的一部香港恐怖鬼片，由錢昇瑋執導，王晶，錢昇瑋，鄺文偉監製，吳鎮宇、黎姿、黃子華、錢嘉樂主演。

## 劇情
有關便利店的鬼故事。大毛（吳鎮宇 飾）、小雲（黎姿 飾）、牙丫（錢嘉樂 飾）、番茄（雷宇揚 飾）合資經營新的便利店，打算大展拳腳。奈何便利店的地址原為兇殺案的現場，更發生很多不可思議的事情。

大毛為人膽小怕事，開店不久便發現他們租下的「吉」鋪，有一些不尋常的東西存在。大毛欲告訴三人，但他們不加理會，只覺大毛迷信，敷衍了事。大毛遇上諸事八卦的警察陳查禮（黃子華 飾）。禮原本只是藉故親近小雲，但自己亦在便利店遇鬼，遂向神婆母親（羅蘭）請求一些民間傳統之法，企圖治鬼驅魔。

## 演員表
| 演員   | 角色                                               |
| 吳鎮宇 | 大毛                                               |
| 黎姿   | 小雲 蕃茄之女朋友                                  |
| 黃子華 | 陳查禮                                             |
| 錢嘉樂 | 牙丫                                               |
| 雷宇揚 | 蕃茄 小雲之男朋友                                  |
| 江希文 | Apple                                              |
| 苑瓊丹 | 細蓮（陳查禮專稱） 單戀陳查禮 以為陳查禮與大毛有染 |
| 羅蘭   | 陳查禮之母 娥媚山清遠師太後人                      |
| 周文健 |                                                    |
| 查傳誼 |                                                    |
| 林威   | 黃衣道人黃河                                       |
| 林曉峰 | 黃河之徒弟                                         |
| 李楓   |                                                    |
| 譚淑梅 | 地產經紀                                           |
| 潘樹基 |                                                    |
| 李志傑 |                                                    |
| 文錦明 |                                                    |
| 鄧澤信 |                                                    |
| 陳潔玲 |                                                    |
| 黃翠儀 |                                                    |
| 王淑芬 |                                                    |
| 郭熾華 |                                                    |
| 曾慧儀 |                                                    |
| 莊文強 |                                                    |
| 石少麟 |                                                    |

## 軼事
- 此電影中黃子華飾演的陳查禮似乎與1995年電影二月三十中的陳查禮是同一角色。